# Зачарована долина (Вінницька область)
«Зачаро́вана Доли́на» — ландшафтний заказник місцевого значення в Україні. Розташований у селі Дмитрашківка Піщанського району Вінницької області.

## Загальний опис
Площа 208,2 га. Створений у відповідності з рішенням 25 сесії 5 скликання Вінницької обласної Ради № 834 від 29 липня 2009 року. Перебуває у віданні: Дмитрашківська сільська рада, ВОКСЛП «Віноблагроліс».
Ландшафтний заказник «Зачарована Долина» створений з метою збереження унікального природного комплексу — долини річка Кам'янка, що є притокою Дністра. За експертним рішенням Науково-консультативної з охорони кажанів Міністерство охорони навколишнього природного середовища України підземні каменоломні с. Дмитрашківка включено в список найважливіших місцезнаходжень кажанів України.
Влітку 2006 року (11-12.07.2006) в штольнях зазначених каменоломень виявлено 3 види кажанів (вуханя сірого, кожана пізнього та підковоноса малого). Для одного з них — малого підковоноса — знайдено материнську колонію, чисельністю близько 50 дорослих самиць. Взимку 2006 року (20-21.12.2006) тут обліковано 228 особин 11 видів (підковоноса малого, нічниць гостровухої, довговухої, ставкової, водяної, вусатої, війчастої, вуханя бурого, широковуха європейського,нетопира-карлика та лилика пізнього). Таким чином, за сумою літніх та зимових обліків каменоломні штольні є сховищем для 12 видів кажанів.
П'ять з цих видів включено до Червоної книги України (1994) та Міжнародного червоного списку. Всі виявлені види охороняються згідно з ратифікованими Україною угодою про збереження кажанів в Європі, Конвенцією про охорону дикої флори та фауни і природних середовищ існування в Європі та Конвенцією про збереження мігруючих видів диких тварин.

## Галерея

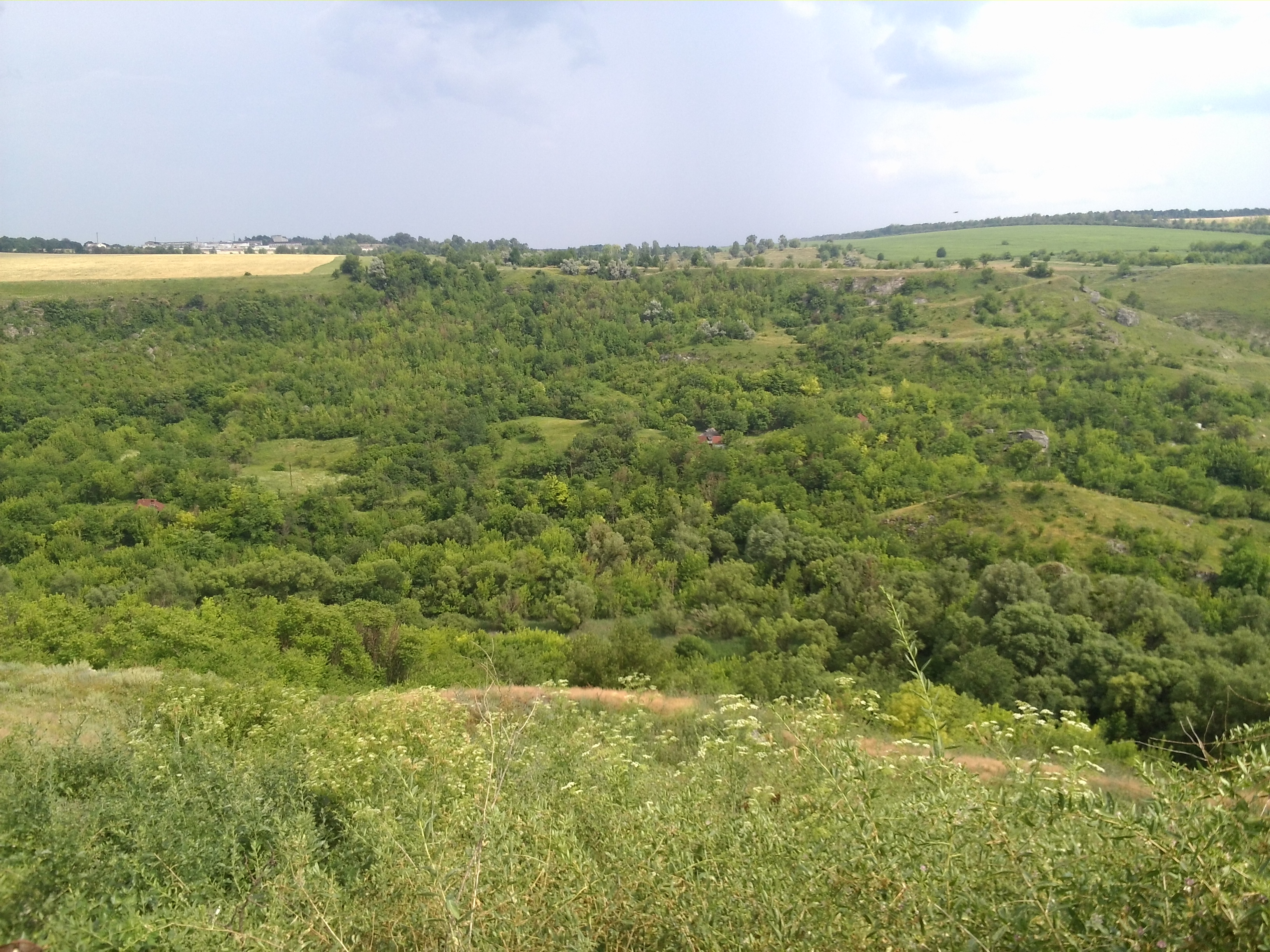
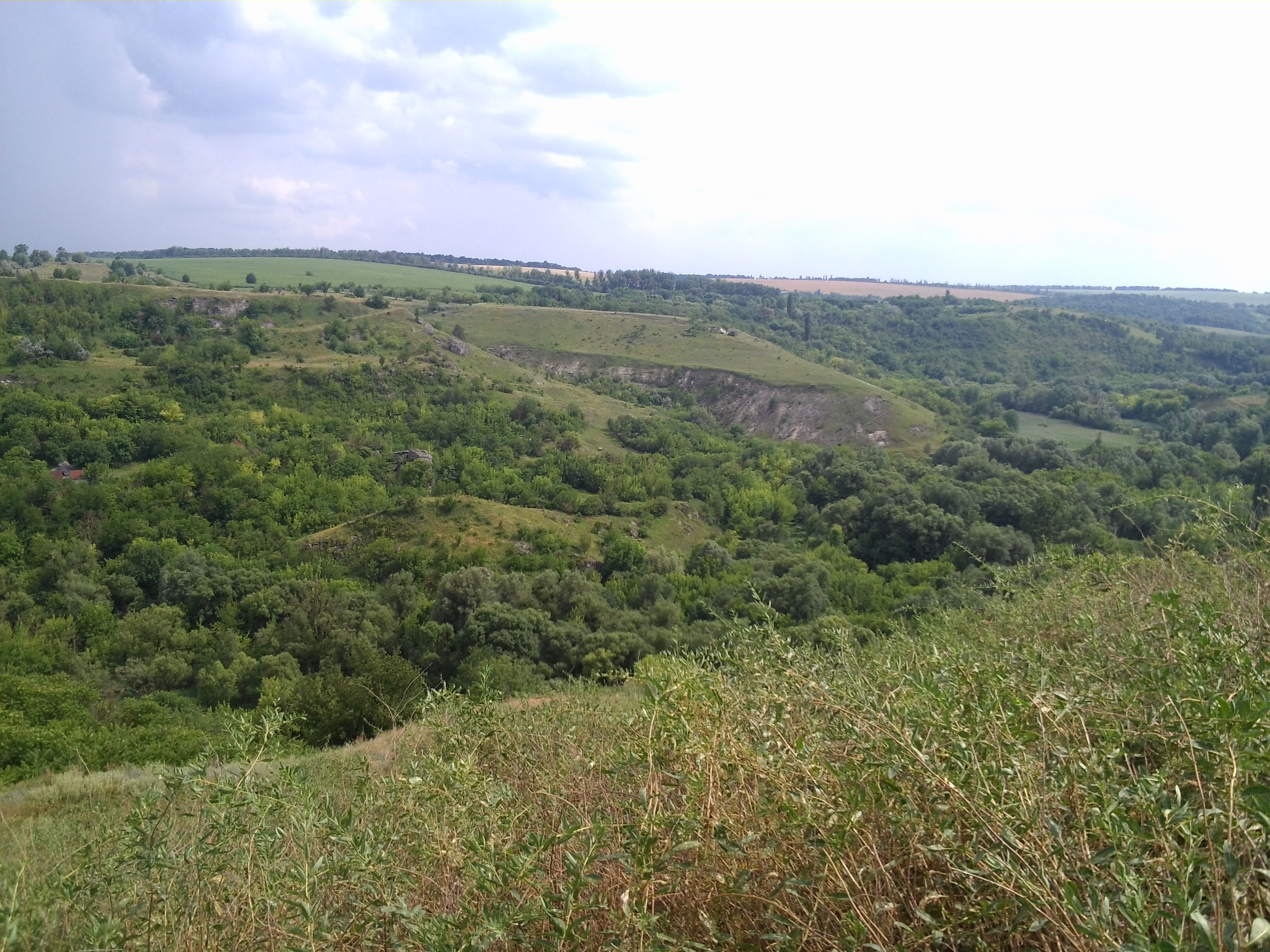
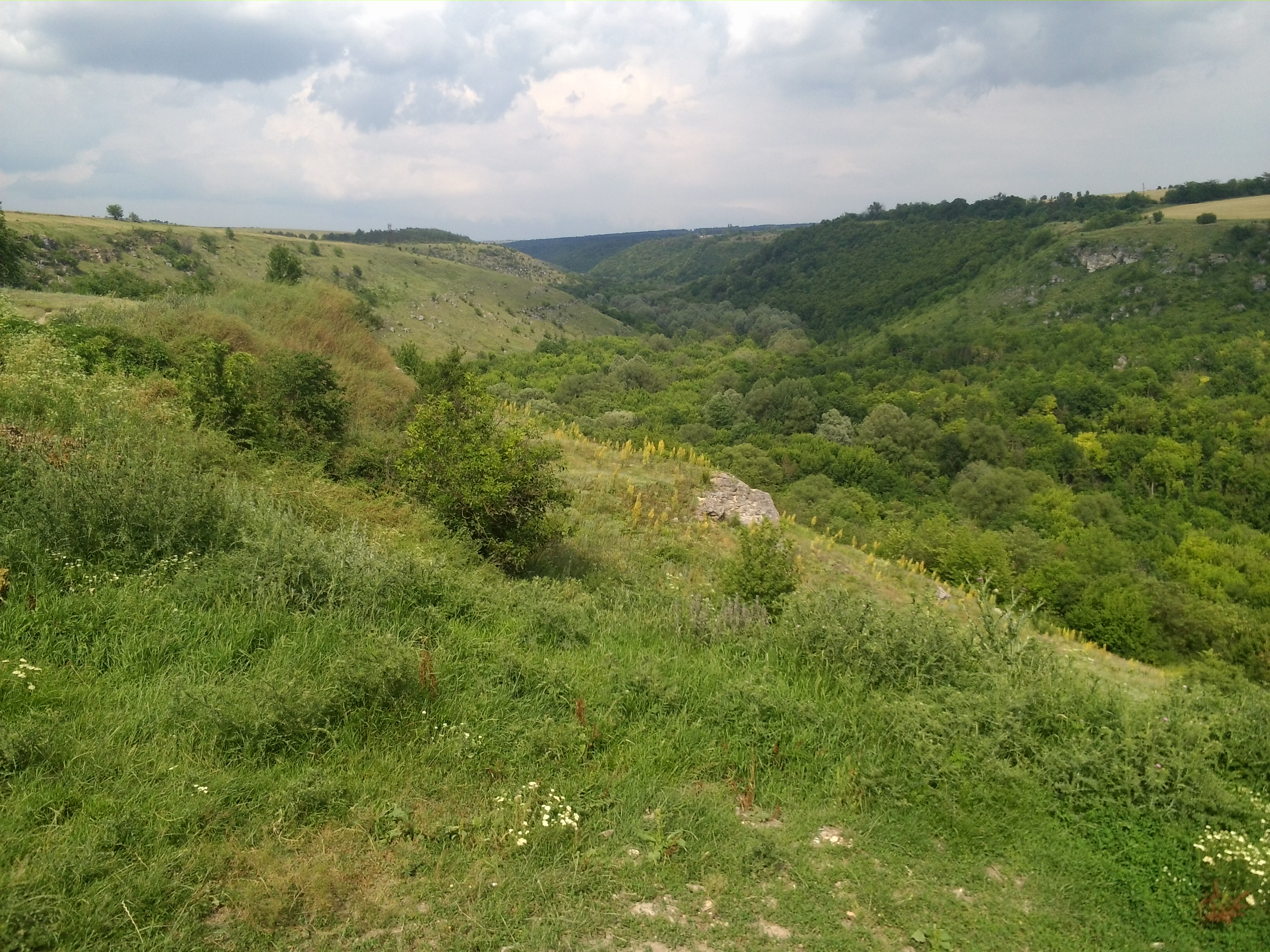
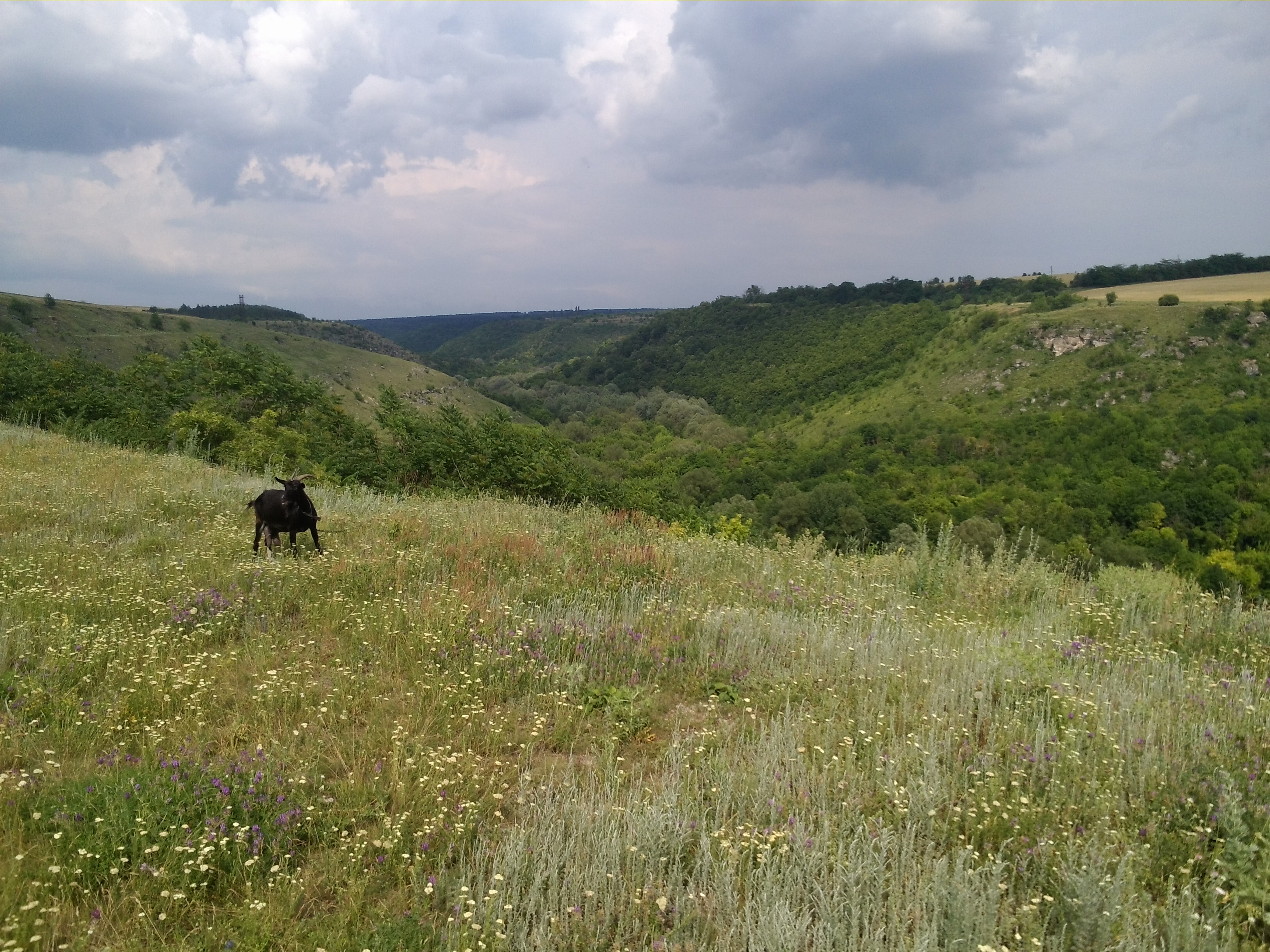
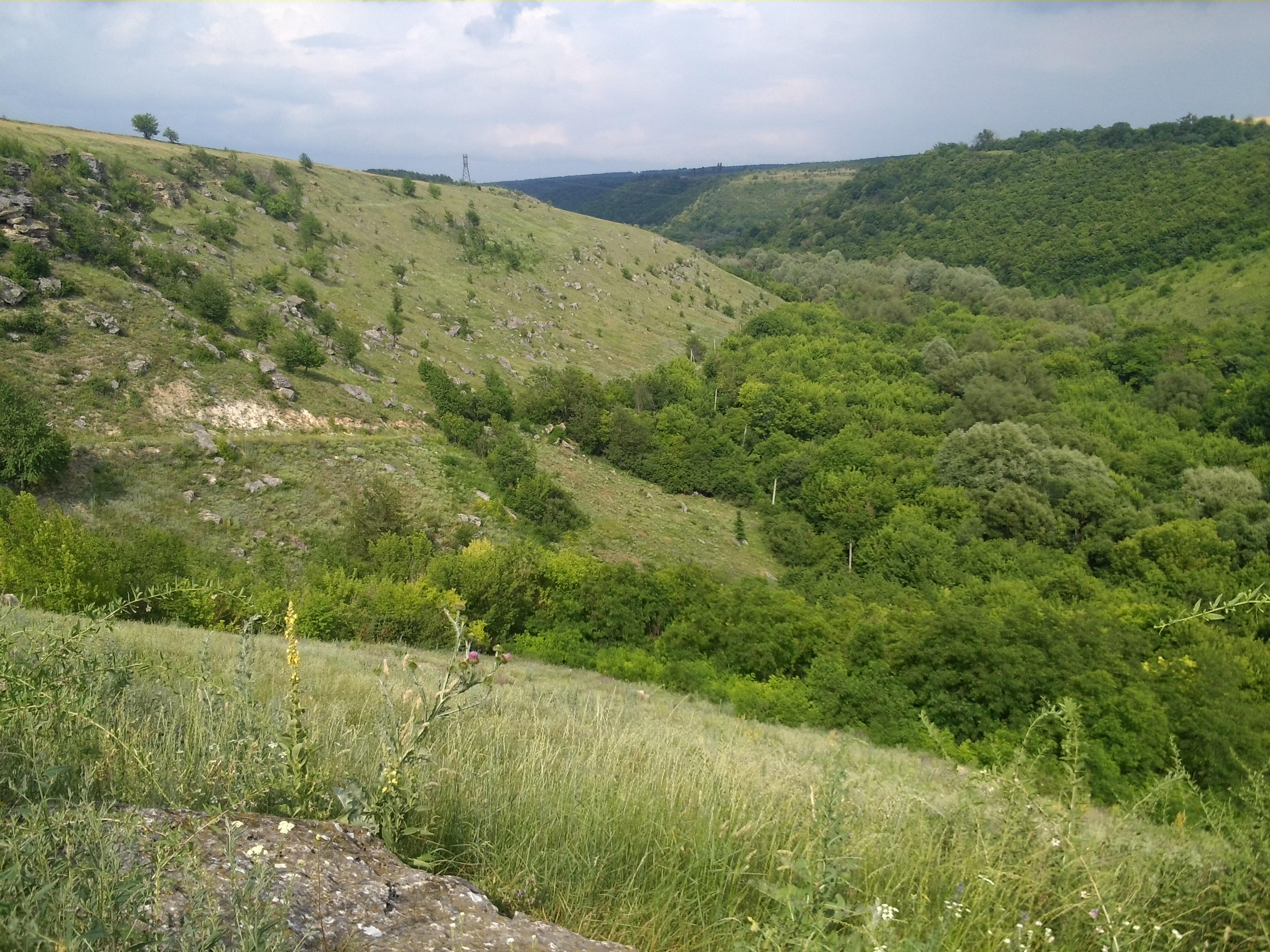
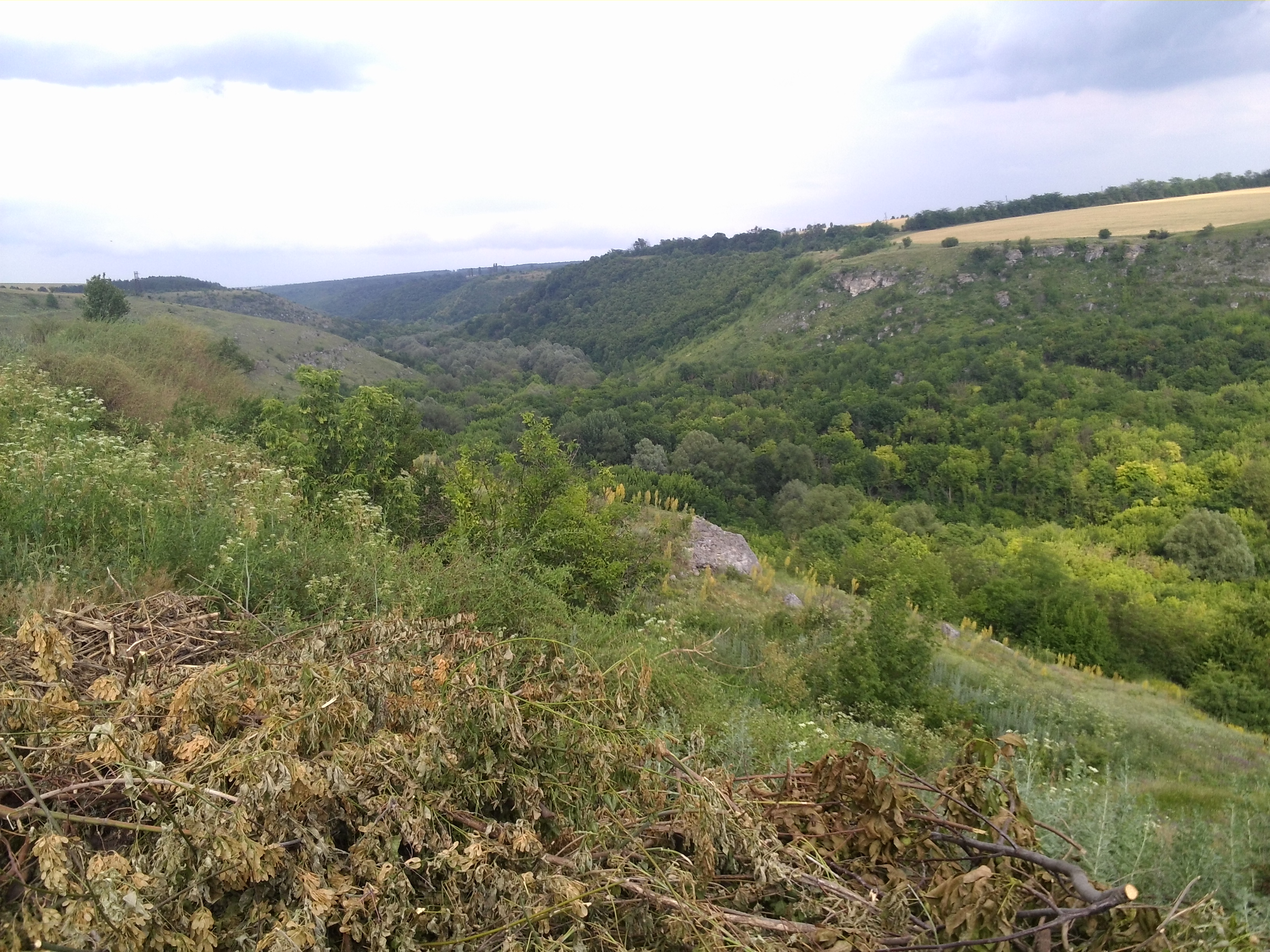